# Абхазо-Грузинская Федерация
Абхазо-Грузинская Федерация[неизвестный термин] (или Грузино-Абхазская Федерация[неизвестный термин]) — несостоявшийся проект ряда политических деятелей по созданию равноправно федеративного государства на основе бывших Грузинской ССР и Абхазской АССР.

## 1990-е годы
Проект возник после распада Советского Союза, и его создание приписывается либо президенту Абхазии Владиславу Ардзинбе, либо президенту Грузии Звиаду Гамсахурдия. В обоих случаях за пример берётся модель равноправного федеративного государства — Чехословакии, а не применяющаяся в России модель договора федерального центра и субъектов федерации.
По одной из версий, проект возник в 1991 году, в период «оттепели», когда по поручению Гамсахурдиа в Сухуми прибыл посол Рцхеладзе, предложивший на встрече с руководителями «Аидгылара» Сергеем Шамба и Нодаром Чанба начать переговоры по федеративному устройству единого государства. По замыслу Гамсахурдиа, оно могло бы называться «Грузино-Абхазской или Абхазо-Грузинской Федерацией». Со слов Станислава Лакобы (первого заместителя спикера Верховного Совета Абхазии), летом 1991 года абхазы и грузины установили систему квот в государственном парламенте: из 65 мест 28 ушло бы представителям Абхазии, 26 — грузинам и 11 — другим этническим группам региона. Согласно соглашению, основные вопросы должны были решаться большинством в две трети голосов, председателем абхазского парламента должен был быть абхаз, премьер-министром — грузин.
По другой версии, в 1992 году Владислав Ардзинба предложил правительству Шеварнадзе заключить двухсубъектный федеративный договор, но предложение было категорически отвергнуто Госсоветом Грузии.
Согласно третьей версии, проект равноправной федерации уже существовал в 1990 году (без указания авторства), при этом Верховный Совет Абхазии на тот момент был готов к его обсуждению.

## 2000-е годы
21 мая 2004 года сайт Civil Georgia опубликовал резюме мирного плана для Абхазии, разработанного грузинскими экспертами, включая бывшего замминистра юстиции Коте Кублашвили, и представленного Совету национальной безопасности Грузии. План предполагал создание федеративного государства из Грузии и Абхазии, где Абхазии будет предоставлена максимальная автономия в обмен на отказ от формальной независимости, при этом она сохранит все права суверенного государства, кроме права на международно признанную независимость.
В проекте этого мирного плана определены вопросы, находящиеся под юрисдикцией центральных властей (оборона, внешняя политика, пограничная охрана, таможня и борьба с организованной преступностью), в то время как остальные вопросы остались бы в компетенции абхазских властей: Абхазия не сможет иметь собственные вооруженные силы, но будет иметь полицию, а призванные в грузинскую армию молодые люди будут служить в Абхазии. Абхазия станет парламентской республикой с преобладанием этнических абхазов в парламенте, однако возвращение грузинских перемещенных лиц может изменить этнический баланс. Выборы будут проводиться только после их возвращения, и неясно, согласятся ли они на этническое распределение мандатов. Также в проекте оговаривается, что население Абхазии решит, нужен ли республике президент, что могло стать слабым местом плана, так как возвращенные грузины могли отвергнуть эту идею. Президент не обязательно должен быть абхазом, но должен говорить на абхазском и грузинском языках, что исключает многих бывших грузинских жителей, в то время как абхазский закон требует, чтобы президент был этническим абхазом и жил в Абхазии пять лет перед выборами.
10 июня министр иностранных дел Республики Абхазия Сергей Шамба отклонил предложение.

## 2020-е годы
В 2022 году возродить проект Грузино-Абхазской Федерации предложил находящийся в заключении бывший президент Грузии Михаил Саакашвили. Согласно его предложению, в планируемой федерации должны быть два официальных языка — грузинский и абхазский, а перенесённый в Кутаиси парламент будет состоять из двух палат с равным представительством для субъектов федерации. В новом государстве планируется разрешить двойное гражданство: граждане Абхазии автоматически получат гражданство Грузии, в то время как граждане остальной Грузии не станут гражданами Абхазии, что должно снять страх ассимиляции. Кроме того, с той же целью президент Абхазии будет занимать пост вице-президента Грузии.